# Oceano Ártico
Localização do Oceano Ártico
* Os valores do perímetro, área e volume podem ser imprecisos devido às estimativas envolvidas, podendo não estar normalizadas.
O oceano Ártico (AO 1945: oceano Árctico), localizado no Hemisfério Norte e em sua maioria na região polar ártica, é a menor, e mais rasa das cinco grandes divisões oceânicas do mundo.
A Organização Hidrográfica Internacional (OHI) reconhece o oceano Ártico como um oceano, embora alguns oceanógrafos o chamem de mar Ártico Mediterrâneo ou simplesmente mar Ártico, classificando-o como um dos mares mediterrâneos do oceano Atlântico. Por outro lado, o oceano Ártico pode ser visto como o lobo norte do oceano Mundial.
Quase completamente envolvida pela Eurásia e a América do Norte, o oceano Ártico é parcialmente coberto por gelo durante todo o ano (e quase completamente no inverno).
A temperatura e a salinidade do oceano Ártico variam sazonalmente quando a cobertura de gelo derrete e congela; sua média de salinidade é a mais baixa em comparação aos cinco grandes oceanos, devido à baixa evaporação, fluxo pesado de água doce de rios e córregos, e conexão limitada com águas oceânicas de salinidade mais elevada.
No verão o nível do gelo diminui em 50%. O National Snow and Ice Data Center (NSIDC) usa dados de satélite para fornecer um registro diário da cobertura de gelo do mar Ártico e a taxa de fusão, em comparação a um período médio nos últimos anos.

## Características

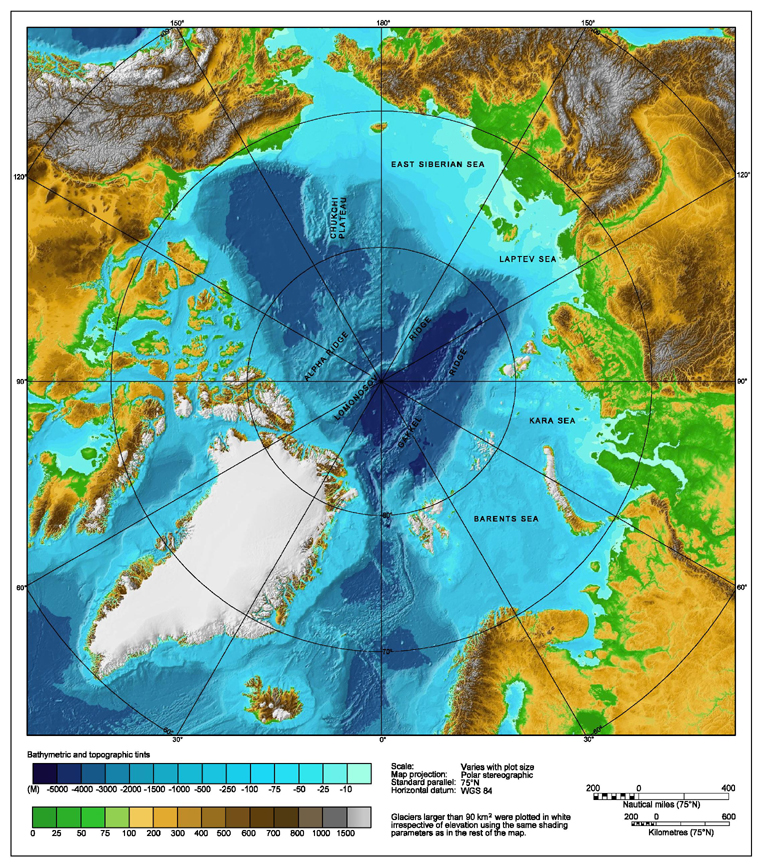
Batimetria e topografia do oceano Ártico e as terras vizinhas.

A região ártica; a fronteira sul da região neste mapa é representada por uma isoterma vermelha, pela qual em todo o território ao norte tem temperaturas médias inferiores a 10 °C em julho.

O oceano Ártico ocupa uma bacia aproximadamente circular e cobre uma área de cerca de 14 056 000 km², quase do tamanho da Rússia. O litoral tem comprimento de 45 390 km. É cercado pelas massas terrestres da Eurásia, América do Norte, Gronelândia, e por várias ilhas.
É geralmente considerado como incluindo a baía de Baffin, o mar de Barents, o mar de Beaufort, o mar de Chukchi, o mar Siberiano Oriental, o mar da Gronelândia, a baía de Hudson, o estreito de Hudson, o mar de Kara, o mar de Laptev, o mar Branco e outros corpos de água tributários. Está ligado ao oceano Pacífico pelo estreito de Bering e para o oceano Atlântico através do mar da Groenlândia e do mar do Labrador.
A borda do oceano Glacial Ártico está repartida entre diversos mares secundários, separados por arquipélagos costeiros; da Escandinávia à Rússia e à América do Norte sucedem-se: o mar de Barents, o mar de Kara, o mar de Laptev, o mar da Sibéria Oriental, o mar de Chukchi, o mar de Beaufort e o mar de Lincoln, ao norte da América. Limitado por soleira de pequena profundidade, o oceano glacial Ártico realiza pouquíssimas trocas com as águas dos outros oceanos. Sob a banquisa, a massa de água fria (0 °C) é pouco salgada (menos de 30).
A banquisa, cuja superfície caótica se deve aos movimentos que a animam, tem uma espessura de dois a quatro metros; é afetada por um abatimento, da ilha de Wrangel até o Polo Norte e o arquipélago de Svalbard. Os limites da banquisa, variáveis de acordo com as estações, permitem, no verão, uma certa circulação marítima do mar de Barents ao cabo Tcheliuskin, a outras costas estão cercadas de perto pelos gelos.

## Paralelo 85 N
O paralelo 85 N é um paralelo no 85° grau a norte do plano equatorial terrestre, o qual marca o centro do oceano Ártico.

### Dimensões
Conforme o sistema geodésico WGS 84, no nível de latitude 85° N, um grau de longitude equivale a 9,74 km; a extensão total do paralelo 85° é portanto 3 505 km, cerca de 8,5% da extensão do Equador, da qual esse paralelo dista 9 444 km, distando 558 km do Polo Norte

### Cruzamentos
Assim como todos os paralelos ao norte da latitude 83°40' N que passam por Kaffeklubben (extremo norte da Gronelândia), o Paralelo 85 N e passa totalmente sobre o oceano Ártico e suas plataformas de gelo, sem cruzar terra firme.

## Clima
O oceano está situado na zona de clima polar, em que as temperaturas mínimas podem descer abaixo de -50 °C, existindo frio permanente e pouca variabilidade sazonal. Os invernos são caracterizados por escuridão contínua e condições estáveis com céu limpo; os verões pelo Sol da meia-noite, céu nublado e ciclones com neve ou chuva, embora de fraca intensidade.
A temperatura da superfície do oceano Ártico é praticamente constante, próxima do ponto de congelação da água do mar, pouco superior a 0 °C. No inverno o mar exerce uma influência moderadora, mesmo que coberto por gelo (na forma de banquisa), pelo que no Ártico nunca se verificam os extremos de temperatura que ocorrem na Antártida.

## Geografia
A Geografia desse oceano é de extrema solidão, com numerosos icebergs, que são água congelada à deriva e que não são como a Antártida ou a Groenlândia que são gelo de terra firme.
Tal como na Antártida, a noite é bem escura e fria, e chega aos -75 °C. Ocorre o fenômeno de aurora polar (aurora boreal no norte e aurora austral no sul).

## Ambiente
Cheio de gelo e neve, só algumas algas, líquenes, briófitas e fungos sobrevivem. Entre os animais encontram-se o urso-polar, focas, leões-marinhos, raposas-do-ártico, lebre-ártica, krill e alguns peixes e baleias.

## Degelo
O degelo do Ártico é principalmente causado pelo efeito de estufa (ou efeito estufa) e o aquecimento global, que juntos provocam o descongelamento rápido de vastas reservas de água doce.

Em setembro de 2007 é registado, pelo satélite ENVISAT, o maior degelo do oceano Ártico, abrindo à navegação a passagem do Noroeste.

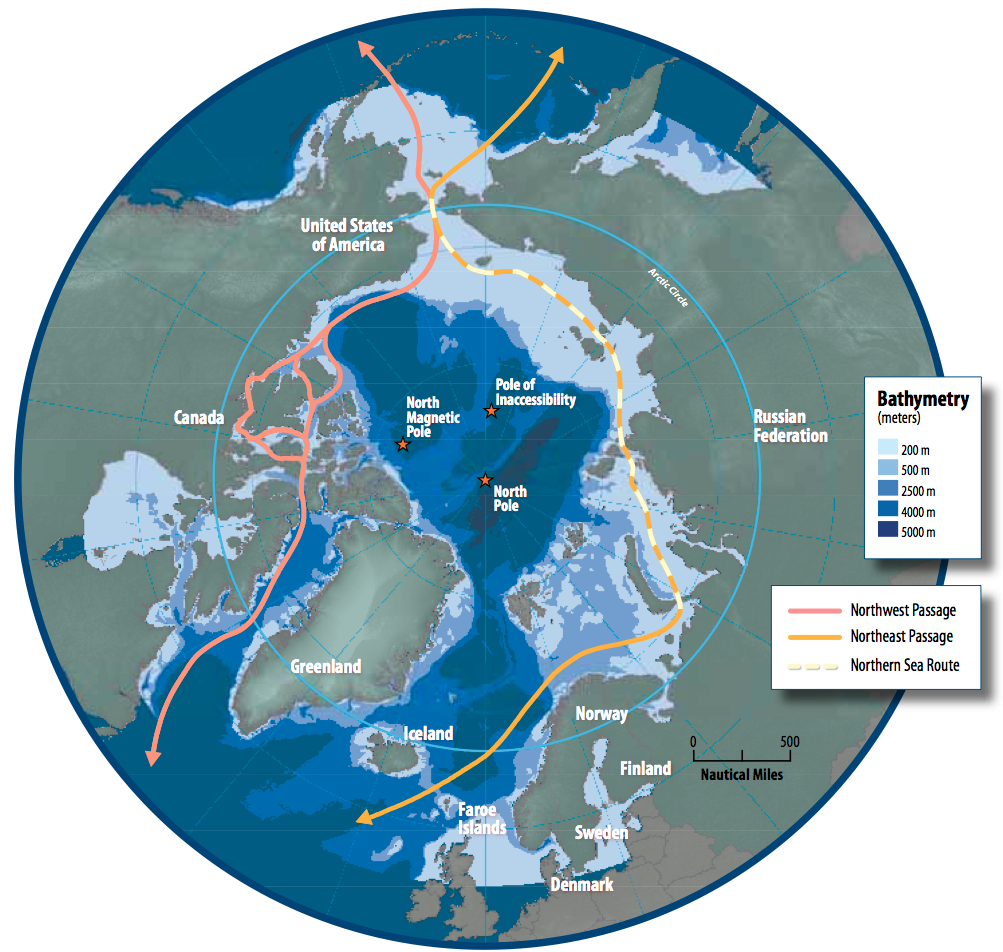
Passagem Noroeste (em rosa, norte das Américas) Passagem Nordeste (em laranja, norte da Eurásia):As duas rotas marítimas que ligam o Atlântico ao Pacífico através do oceano Ártico

### Fitoplâncton
Em 2012, cientistas do Laboratório de Pesquisa e Engenharia de Regiões Frias (CRREL) publicaram resultados que descrevem a descoberta da maior eflorescência algal de fitoplâncton conhecida no mundo. Os resultados foram inesperados, já que até então se acreditava que o plâncton crescia apenas após o derretimento sazonal do gelo, no entanto foram descobertas algumas algas sob vários metros de gelo marinho intacto. Embora o impacto ecológico da proliferação do fitoplâncton debaixo do gelo marinho e na fixação de carbono no oceano Árctico seja potencialmente acentuado, a prevalência destes acontecimentos no Ártico moderno e no passado recente era, até então, desconhecida. Os investigadores inicialmente calculavam que a causa para o gelo marinho do Árctico estar a tornar-se progressivamente mais verde, estava relacionada com as plantas marinhas microscópicas, o fitoplâncton, que cresciam sob o gelo. Mas isso não fazia sentido – o fitoplâncton precisa de luz para a fotossíntese, e o Ártico é supostamente escuro demais para que este sobreviva.
Entretanto uma equipa internacional de investigadores solucionou o enigma. Este tom esverdeado tem a ver com o recorde de baixos níveis de gelo marinho na região. A fina camada que agora existe já não barra a luz solar e esta já não é reflectida, sendo absorvida pelos lagos de gelo derretido. Os resultados do modelo determinado pela equipa  da investigação levada a cabo no mar de Chukchi indicam que o recente desbaste do gelo marinho do Árctico é a principal causa do acentuado aumento na prevalência de condições de luz propícias à floração de algas sob o gelo. Há apenas cerca de 20 anos poderia ser incomum a existência das condições necessárias para o florescimento algal sob o gelo, mas actualmente os índices de prevalência aumentaram a um nível tal que quase 30% do oceano Árctico coberto de gelo no mês de julho permite que florescimento das algas sob o gelo ocorra. As mais recentes alterações climáticas podem ter alterado significativamente a ecologia da Região Árctica.